# Мошенской район
Мошенско́й райо́н — — административно-территориальная единица (район) в Новгородской области Российской Федерации. В рамках организации местного самоуправления в его границах функционирует Мошенско́й муниципальный округ (до марта 2023 года — муниципальный район).
Административный центр — село Мошенское.

## География
Площадь территории — 2568,28 км².
Район расположен на востоке Новгородской области. На севере граничит с Хвойнинским, на востоке — с Пестовским, на западе — с Боровичским муниципальными районами Новгородской области, на юге — с Тверской областью.
Основные реки — Уверь и Кобожа.
На территории района расположено 61 озеро, общей площадью 9309 га[3]. В 1994 году на территории района основан Редровский заказник, общая площадь около 16 850 га. В 2012 году основаны государственные природные заказники регионального значения: «Игоревские мхи», общей площадью 17 088 га, и Перелучский, общей площадью 6681 га.

## История
Мошенские погосты впервые упоминаются в Писцовых книгах Бежецкой пятины в 1581—1583 годах. В XIX веке село Мошенское было административным центром Николо-Мошенской волости.
Мошенский район был образован в августе 1927 года в составе Боровичского округа Ленинградской области. В состав района вошли следующие сельсоветы бывшего Боровичского уезда:
- из Васильевской волости: Дахновский, Мышлячский, Слизенихский, Щетиновский
- из Кушеверской волости: Жаровский
- из Николо-Мошенской волости: Анашкинский, Антошихский (Антошинский), Борихинский, Гудковский, Долговский, Дороховский, Ивановогорский, Кобожский, Коростельский, Красногорский, Крачевский, Крупинский, Мошенской, Поздеховский, Савинский, Самуйловский, Угловский, Устрекский, Часовенский, Чернецовский, Чертовский, Чупровский, Яхновский.

В ноябре 1928 года были образованы Меглецкий и Фишинский с/с. Упразднены Борихинский, Дахновский, Ивановогорский, Коростельский, Крачевский, Поздеховский, Савинский, Самуйловский, Угловский, Часовенский, Чертовский, Чупровский и Яхновский с/с. Антошихский (Антошинский) с/с был переименован в Лянинский, Жаровский — в Гридинский, Черенцовский — в Мелеховский.
С 23 июля 1930 года Мошенской район находился непосредственно в составе Ленинградской области.
20 сентября 1931 года по постановлению Президиума ВЦИК к Мошенскому району был присоединён упразднённый Ореховский район в составе 13 с/с (Бродский, Вяльцевский, Глебовский, Дубишкинский, Жерновский, Лубенский, Ореховский, Погореловский, Подклинский, Раменский, Ратковский, Семёнкинский и Чернянский).
1 января 1932 года по постановлению Президиума ВЦИК был упразднён Кончанский район. Из него в Мошенский район были переданы Задельский и Яковищенский с/с. Одновременно из Боровичского района в Мошенский были переданы Барышевский, Борский, Каменецкий, Перелучский, Семерицкий и Тимонинский с/с. 20 декабря Каменецкий, Перелучский и Семерицкий с/с были возвращены в Боровичский район.
20 февраля 1937 года Задельский с/с был передан в Хвойнинский район, а Чернянский с/с — в Пестовский район.
Указом Президиума ВС РСФСР от 3 августа 1939 года в Ленинградской области был образован новый Опеченский район. Из Мошенского района в его состав были переданы Барышевский и Борский с/с.
Указом Президиума ВС СССР от 5 июля 1944 года была образована самостоятельная Новгородская область и район вошёл в её состав.
8 июня 1954 года были образованы Городищенский, Городковский и Михеевский с/с. Глебовский с/с был переименован в Ягайловский. Упразднены Анашкинский, Вяльцевский, Гудковский, Дороховский, Лубенский, Мелеховский, Мышлячский, Погореловский, Ратковский, Семёнкинский и Яковищенский с/с.
18 сентября 1958 года был восстановлен Мелеховский с/с. Михеевский с/с был переименован в Яковищенский.
9 апреля 1960 года были упразднены Бродский, Лянинский, Мелеховский и Подклинский с/с. Решением Новгородского облисполкома от 18 ноября 1960 года по Указу Президиума ВС РСФСР от 17 ноября 1960 года был упразднён Опеченский район с передачей его территории в состав Боровичского и частично (Борковский и Барышевский сельсоветы) — в состав Мошенского районов.
17 января 1961 года был упразднён Слизенихский с/с. 30 марта 1962 года упразднён Дубишкинский с/с.
1 февраля 1963 года Мошенской район был упразднён, а его территория вошла в созданный Боровичский сельский район.
Указом Президиума ВС РСФСР от 12 января 1965 года был воссоздан Мошенской район. В его состав вошли 18 с/с: Барышевский, Борский, Городищенский, Городковский, Гридинский, Долговский, Жерновский, Кабожский, Красногорский, Меглецкий, Мошенской, Ореховский, Раменский, Тимонинский, Устрекский, Щетиновский, Ягайловский и Яковищенский.
9 марта 1971 года были упразднены Борский и Меглецкий с/с. Образованы Калининский и Кировский с/с.
5 мая 1978 года Городковский с/с был переименован в Лубенской, Жерновский — в Дубишкинский, Раменский — в Бродский, Тимонинский — в Меглецкий, Щетиновский — в Осташевский, Ягайловский — в Чувашегорский.
24 сентября 1979 года был упразднён Яковищенский с/с, 29 июня 1987 года — Лубенский с/с, 12 ноября 1992 года — Гридинский с/с.

## Население
| 1989   | 2002  | 2003  | 2005  | 2006  | 2007  | 2009  | 2010  | 2012  |
| ------ | ----- | ----- | ----- | ----- | ----- | ----- | ----- | ----- |
| 10 728 | ↘9486 | ↘9300 | ↘8685 | ↘8353 | ↘8086 | ↘7690 | ↘7309 | ↘6987 |
| 2013   | 2014  | 2015  | 2016  | 2017  | 2018  | 2019  | 2020  | 2021  |
| ↘6837  | ↘6734 | ↘6622 | ↘6517 | ↘6421 | ↘6339 | ↘6129 | ↘5970 | ↗5979 |

Численность населения ежегодно сокращается из-за превышения уровня смертности над уровнем рождаемости, а также миграционной убыли населения.
Национальный состав
По итогам переписи населения 2020 года проживали следующие национальности (национальности менее 0,1 % и другое, см. в сноске к строке «Другие»):
| Национальность | Численность, чел. | Доля     |
| -------------- | ----------------- | -------- |
| Русские        | 5504              | 92,06 %  |
| Таджики        | 155               | 2,59 %   |
| Чеченцы        | 58                | 0,97 %   |
| Украинцы       | 42                | 0,70 %   |
| Армяне         | 21                | 0,35 %   |
| Татары         | 11                | 0,18 %   |
| Белорусы       | 11                | 0,18 %   |
| Корейцы        | 10                | 0,17 %   |
| Цыгане         | 9                 | 0,15 %   |
| Чуваши         | 8                 | 0,13 %   |
| Другие         | 150               | 2,52 %   |
| Итого          | 5979              | 100,00 % |

## Административно-муниципальное устройство
1 января 2006 года в рамках муниципального устройства областным законом от 22 декабря 2004 года N 370-ОЗ и областным законом от 11 ноября 2005 года № 559-ОЗ на территории муниципального района было образовано 15 сельских поселений как муниципальных образований.
12 апреля 2010 года вступил в силу областной закон № 720-ОЗ, сокративший число сельских поселений до пяти.

Таким образом, в рамках административно-территориального и муниципального устройства Мошенской муниципальный район включал 5 муниципальных образований со статусом сельских поселений: 
| № | Поселение   | Административный центр | Количество населённых пунктов | Население (чел.) | Площадь (км²) |
| - | ----------- | ---------------------- | ----------------------------- | ---------------- | ------------- |
| 1 | Долговское  | деревня Долгое         | 32                            | ↘497             | 405,31[1]     |
| 2 | Калининское | деревня Новый Посёлок  | 46                            | ↗1177            | 797,64[1]     |
| 3 | Кировское   | деревня Слоптово       | 77                            | ↘1276            | 873,97[1]     |
| 4 | Мошенское   | село Мошенское         | 1                             | ↗2247            | 4,80[1]       |
| 5 | Ореховское  | деревня Ореховно       | 49                            | ↘995             | 559,30[1]     |

В марте 2023 года все сельские поселения Мошенского муниципального района были упразднены и объединены в Мошенской муниципальный округ

### Населённые пункты
В Мошенском районе насчитывается 205 населённых пунктов.
| №   | Населённый пункт   | Тип     | Население | Поселение   |
| --- | ------------------ | ------- | --------- | ----------- |
| 1   | Александрово       | деревня | 4         | Кировское   |
| 2   | Алексейково        | деревня | 3         | Ореховское  |
| 3   | Ананьевское        | деревня | 0         | Долговское  |
| 4   | Анашкино           | деревня | 9         | Долговское  |
| 5   | Андрюшино          | деревня | 5         | Долговское  |
| 6   | Базарово           | деревня | 29        | Долговское  |
| 7   | Балашово           | деревня | 9         | Калининское |
| 8   | Барышово           | деревня | 63        | Кировское   |
| 9   | Безгодково         | деревня | 0         | Долговское  |
| 10  | Бели               | деревня | 11        | Калининское |
| 11  | Бельково           | деревня | 7         | Долговское  |
| 12  | Бельково 1-е       | деревня | 4         | Кировское   |
| 13  | Бережок            | деревня | 8         | Долговское  |
| 14  | Бережок 1-й        | деревня | 9         | Ореховское  |
| 15  | Берёзно            | деревня | 0         | Ореховское  |
| 16  | Березовик          | деревня | 0         | Ореховское  |
| 17  | Бор                | деревня | 11        | Кировское   |
| 18  | Борисово           | деревня | 0         | Кировское   |
| 19  | Броди              | деревня | 133       | Долговское  |
| 20  | Бродино            | деревня | 0         | Ореховское  |
| 21  | Былова Гора        | деревня | 0         | Калининское |
| 22  | Варыгино           | деревня | 2         | Ореховское  |
| 23  | Василёво           | деревня | 3         | Ореховское  |
| 24  | Васильево          | деревня | 9         | Кировское   |
| 25  | Васьково           | деревня | 12        | Ореховское  |
| 26  | Ватолино           | деревня | 0         | Ореховское  |
| 27  | Великое Михеево    | деревня | 0         | Калининское |
| 28  | Воротово           | деревня | 10        | Долговское  |
| 29  | Выскидно           | деревня | 9         | Калининское |
| 30  | Высокогорье        | деревня | 14        | Калининское |
| 31  | Высокое            | деревня | 0         | Ореховское  |
| 32  | Выставка           | деревня | 26        | Долговское  |
| 33  | Глазово            | деревня | 18        | Ореховское  |
| 34  | Глебово            | деревня | 13        | Ореховское  |
| 35  | Гоночарово         | деревня | 19        | Калининское |
| 36  | Горка              | деревня | 0         | Калининское |
| 37  | Горницы            | деревня | 9         | Ореховское  |
| 38  | Городищи           | деревня | 19        | Ореховское  |
| 39  | Городок            | деревня | 12        | Калининское |
| 40  | Горы               | деревня | 3         | Калининское |
| 41  | Григорово          | деревня | 3         | Ореховское  |
| 42  | Гридино            | деревня | 0         | Калининское |
| 43  | Гринева Гора       | деревня | 17        | Калининское |
| 44  | Гришкино           | деревня | 0         | Кировское   |
| 45  | Гудково            | деревня | 0         | Калининское |
| 46  | Гусево             | деревня | 8         | Калининское |
| 47  | Деревянный Остров  | деревня | 3         | Кировское   |
| 48  | Дерягино           | деревня | 1         | Кировское   |
| 49  | Дмитрово           | деревня | 14        | Кировское   |
| 50  | Долгое             | деревня | 75        | Долговское  |
| 51  | Дорохово           | деревня | 21        | Кировское   |
| 52  | Дроблино           | деревня | 9         | Долговское  |
| 53  | Дубишки            | деревня | 64        | Ореховское  |
| 54  | Ездуново           | деревня | 22        | Ореховское  |
| 55  | Ермолкино          | деревня | 0         | Долговское  |
| 56  | Ескино             | деревня | 0         | Кировское   |
| 57  | Ефремово           | деревня | 3         | Долговское  |
| 58  | Жерновки           | деревня | 6         | Ореховское  |
| 59  | Жуково             | деревня | 0         | Калининское |
| 60  | Забелино           | деревня | 0         | Калининское |
| 61  | Заболотье          | деревня | 0         | Ореховское  |
| 62  | Заднее Село        | деревня | 0         | Кировское   |
| 63  | Зайцево            | деревня | 0         | Кировское   |
| 64  | Закарасенье        | деревня | 5         | Кировское   |
| 65  | Заозерицы          | деревня | 9         | Кировское   |
| 66  | Захаркино          | деревня | 13        | Ореховское  |
| 67  | Зиновково          | деревня | 9         | Ореховское  |
| 68  | Иванова Горка      | деревня | 2         | Кировское   |
| 69  | Ивановское         | деревня | 43        | Ореховское  |
| 70  | Игнатьевское       | деревня | 3         | Долговское  |
| 71  | Исади              | деревня | 5         | Кировское   |
| 72  | Кабожа             | деревня | 123       | Калининское |
| 73  | Каменный Остров    | деревня | 0         | Кировское   |
| 74  | Каплино            | деревня | 0         | Калининское |
| 75  | Карманово          | деревня | 7         | Кировское   |
| 76  | Киверево           | деревня | 0         | Кировское   |
| 77  | Климково           | деревня | 0         | Ореховское  |
| 78  | Клирошанское       | деревня | 66        | Ореховское  |
| 79  | Кожухово           | деревня | 20        | Ореховское  |
| 80  | Козлово            | деревня | 2         | Кировское   |
| 81  | Колчигино          | деревня | 8         | Долговское  |
| 82  | Конищево           | деревня | 8         | Долговское  |
| 83  | Коршиково          | деревня | 6         | Ореховское  |
| 84  | Костелёво          | деревня | 5         | Кировское   |
| 85  | Кочерово           | деревня | 3         | Кировское   |
| 86  | Красная Гора       | деревня | 113       | Долговское  |
| 87  | Крачи              | деревня | 7         | Кировское   |
| 88  | Крепужиха          | деревня | 22        | Долговское  |
| 89  | Кривцово           | деревня | 11        | Долговское  |
| 90  | Крупино            | деревня | 6         | Калининское |
| 91  | Крутец             | деревня | 7         | Долговское  |
| 92  | Крюково            | деревня | 11        | Долговское  |
| 93  | Кукшево            | деревня | 6         | Кировское   |
| 94  | Курилово           | деревня | 1         | Калининское |
| 95  | Лаптево            | деревня | 12        | Кировское   |
| 96  | Ласичиха 1-я       | деревня | 39        | Кировское   |
| 97  | Ласичиха           | деревня | 0         | Ореховское  |
| 98  | Лесная Горка       | деревня | 1         | Калининское |
| 99  | Лисичиха           | деревня | 11        | Ореховское  |
| 100 | Лопатино           | деревня | 9         | Кировское   |
| 101 | Лубенское          | деревня | 20        | Калининское |
| 102 | Луханёво           | деревня | 0         | Калининское |
| 103 | Лыткино            | деревня | 22        | Калининское |
| 104 | Львово             | деревня | 20        | Кировское   |
| 105 | Лянино             | деревня | 28        | Калининское |
| 106 | Матвеево           | деревня | 2         | Кировское   |
| 107 | Матвеево 1-е       | деревня | 0         | Калининское |
| 108 | Меглецы            | деревня | 300       | Кировское   |
| 109 | Меглино            | деревня | 3         | Кировское   |
| 110 | Медведево          | деревня | 4         | Калининское |
| 111 | Мелехово           | деревня | 5         | Кировское   |
| 112 | Мельник            | деревня | 213       | Кировское   |
| 113 | Минино             | деревня | 9         | Калининское |
| 114 | Минькино           | деревня | 2         | Кировское   |
| 115 | Митрошино          | деревня | 0         | Кировское   |
| 116 | Михеево            | деревня | 1         | Кировское   |
| 117 | Моисеиха           | деревня | 8         | Калининское |
| 118 | Морозово           | деревня | 39        | Ореховское  |
| 119 | Мошенское          | село    | ↘2065     | Мошенское   |
| 120 | Никифорково        | деревня | 6         | Ореховское  |
| 121 | Никифорово         | деревня | 16        | Кировское   |
| 122 | Николаевское       | деревня | 45        | Ореховское  |
| 123 | Новая              | деревня | 0         | Ореховское  |
| 124 | Ново-Демидово      | деревня | 5         | Калининское |
| 125 | Новое Долгое       | деревня | 10        | Долговское  |
| 126 | Новое Окатьево     | деревня | 15        | Кировское   |
| 127 | Новый Посёлок      | деревня | 430       | Калининское |
| 128 | Овинец             | деревня | 9         | Калининское |
| 129 | Октябрьский        | посёлок | 198       | Калининское |
| 130 | Олехово            | деревня | 29        | Калининское |
| 131 | Ореховно           | деревня | 341       | Ореховское  |
| 132 | Осипово            | деревня | 0         | Кировское   |
| 133 | Осташево           | деревня | 168       | Кировское   |
| 134 | Остратово          | деревня | 6         | Калининское |
| 135 | Островно           | деревня | 0         | Ореховское  |
| 136 | Павлицево          | деревня | 2         | Ореховское  |
| 137 | Палутино           | деревня | 4         | Долговское  |
| 138 | Парыжиха           | деревня | 0         | Ореховское  |
| 139 | Пестово            | деревня | 1         | Кировское   |
| 140 | Петрово            | деревня | 175       | Ореховское  |
| 141 | Пилигино           | деревня | 12        | Кировское   |
| 142 | Платаново          | деревня | 7         | Кировское   |
| 143 | Плоское            | деревня | 0         | Ореховское  |
| 144 | Подберезье         | деревня | 8         | Кировское   |
| 145 | Подол              | деревня | 15        | Калининское |
| 146 | Покровское         | деревня | 19        | Ореховское  |
| 147 | Половниково        | деревня | 158       | Калининское |
| 148 | Попово             | деревня | 0         | Калининское |
| 149 | Поричье            | деревня | 1         | Кировское   |
| 150 | Прибой             | деревня | 0         | Калининское |
| 151 | Рагозино           | деревня | 13        | Калининское |
| 152 | Радолец            | деревня | 3         | Ореховское  |
| 153 | Раменье            | деревня | 1         | Долговское  |
| 154 | Рассохино          | деревня | 0         | Кировское   |
| 155 | Ратково            | деревня | 1         | Ореховское  |
| 156 | Раха               | деревня | 3         | Долговское  |
| 157 | Рогашино           | деревня | 7         | Ореховское  |
| 158 | Рыкулино           | деревня | 7         | Ореховское  |
| 159 | Савино             | деревня | 21        | Кировское   |
| 160 | Самуйлово          | деревня | 8         | Калининское |
| 161 | Сбоево             | деревня | 10        | Кировское   |
| 162 | Село               | деревня | 6         | Долговское  |
| 163 | Сельцо             | деревня | 4         | Кировское   |
| 164 | Семёнкино          | деревня | 60        | Ореховское  |
| 165 | Сивцево            | деревня | 5         | Кировское   |
| 166 | Сирочье            | деревня | 10        | Кировское   |
| 167 | Скуратово          | деревня | 0         | Калининское |
| 168 | Слизениха          | деревня | 0         | Кировское   |
| 169 | Слоптово           | деревня | 279       | Кировское   |
| 170 | Слуды              | деревня | 2         | Кировское   |
| 171 | Сокирно            | деревня | 1         | Кировское   |
| 172 | Сосонье            | деревня | 7         | Кировское   |
| 173 | Старое Долгое      | деревня | 69        | Долговское  |
| 174 | Столбово           | деревня | 3         | Кировское   |
| 175 | Стряпово           | деревня | 0         | Кировское   |
| 176 | Сутоки             | деревня | 25        | Долговское  |
| 177 | Тарасово           | деревня | 3         | Ореховское  |
| 178 | Тимонино           | деревня | 9         | Кировское   |
| 179 | Тухани             | деревня | 0         | Долговское  |
| 180 | Тушово             | деревня | 4         | Калининское |
| 181 | Угол               | деревня | 9         | Долговское  |
| 182 | Ульянково          | деревня | 4         | Кировское   |
| 183 | Устрека            | деревня | 201       | Кировское   |
| 184 | Фалалеево          | деревня | 8         | Кировское   |
| 185 | Фатьяново          | деревня | 13        | Калининское |
| 186 | Филиппково         | деревня | 67        | Долговское  |
| 187 | Филистово          | деревня | 9         | Кировское   |
| 188 | Хирово             | деревня | 20        | Ореховское  |
| 189 | Хирцово            | деревня | 23        | Кировское   |
| 190 | Царёво             | деревня | 0         | Кировское   |
| 191 | Чирково            | деревня | 1         | Кировское   |
| 192 | Чистое Кривцово    | деревня | 0         | Калининское |
| 193 | Чувашева Гора      | деревня | 95        | Ореховское  |
| 194 | Чуриково           | деревня | 4         | Кировское   |
| 195 | Чучемля            | деревня | 0         | Кировское   |
| 196 | Шатрово            | деревня | 4         | Калининское |
| 197 | Шипино             | деревня | 22        | Кировское   |
| 198 | Щитово             | деревня | 6         | Кировское   |
| 199 | Юркино             | деревня | 0         | Кировское   |
| 200 | Юхново             | деревня | 3         | Кировское   |
| 201 | Ягайлово           | деревня | 23        | Ореховское  |
| 202 | Языкова Горка      | деревня | 0         | Ореховское  |
| 203 | Яковищенские Ключи | деревня | 0         | Кировское   |
| 204 | Яковищи            | деревня | 43        | Кировское   |
| 205 | Яхново             | деревня | 1         | Кировское   |

Постановлением Правительства Новгородской области от 05.07.2021 № 192 населённые пункты Кривцово, Матвеево и Михеево Калининского сельского поселения (Калининского поселения на уровне административно-территориального устройства) были переименованы, соответственно, в Чистое Кривцово, Матвеево 1-е и Великое Михеево, Бельково и Ласичиха Кировского сельского поселения (Кировского поселения), соответственно, в Бельково 1-е и Ласичиху 1-ю.

## Экономика
На территории района крупных промышленных предприятий нет. Основными видами экономической деятельности являются сельское хозяйство, лесное хозяйство, розничная торговля, перевозка грузов и пассажиров.
В районе находятся сельхозпредприятия:
- ООО «Русь»;
- ООО «Долгое»;
- 14 крестьянских (фермерских) хозяйств;
- около 3 тысяч личных подсобных хозяйств населения.

## Транспорт
Основной вид транспорта — автомобильный. Ближайшая железнодорожная станция — в Боровичах (50 км от Мошенского).

## Культура
В районе издаётся газета «Уверские зори» (прежние названия — «Мошенской Колхозник», «Знамя Октября»). Первый номер вышел 1 марта 1930 года.
В районе расположены:
- Межпоселенческий культурно-досуговый центр", всего 17 филиалов культурно-досуговой направленности: киноконцертный центр «Уверь», центр народного творчества, картинная галерея, сельские дома культуры, клубы, дома народного самодеятельного творчества;
- Межпоселенческая библиотека, всего 14 библиотечных филиалов: центральная районная библиотека, детская библиотека, сельские библиотеки);
- Мошенская школа искусств;
- Межпоселенческий спортивно-оздоровительный центр.

Традиционный районный праздник: День района и Спасо-Преображенская ярмарка (третья суббота августа).

## Достопримечательности
- Церковь Покрова Пресвятой Богородицы (д. Платаново);
- Храм Святителя Николая Чудотворца, с. Мошенское;
- Церковь Ильи -Пророка Ильи, д. Заозерицы;
- Придорожная церковь в честь Тихвинской иконы Пресвятой Богородицы, д. Меглецы;
- Церковь Воскресения Христова, с. Мошенское;
- Покрово-рождественский храм, с. Мошенское;
- Приход Бродского храма Святого Георгия Победоносца, д. Броди;
- Храм Пресвятой Богородицы, д. Устрека;
- Святой источник Флора и Лавра, д. Меглецы;
- Святой Тихвинский источник, д. Фалалеево;
- Клуб-музей традиционной народной культуры (Дом купца Рябова), с. Мошенское;
- Святой родник Дмитрия Солунского, д. Подол;
- Памятный камень на месте дома в д. Гребло, где с 1942 по 1944 годы жил художник Илья Глазунов;
- Сквер имени Виктора Иванова, с. Мошенское;
- Школа в д. Ореховно (начало XX века);
- Приусадебный дом лесопромышленника Круглика, XIX век;
- Сосновая роща, с. Мошенское.

Мошенской район обладает значительным количеством памятников археологии (97): сопки, жальники, курганы, стоянки, курганные группы, селища.